# Художнє професійно-технічне училище №14 (Івано-Франкове)
Художнє професійно-технічне училище № 14 — середній професійно-технічний навчальний заклад в смт Івано-Франкове Яворівського району Львівської області. Повна назва училища — державний навчальний заклад «Художнє професійно — технічне училище ім. Й. П. Станька».

## Коротка історія
За сприяння родини Шептицьких 1896 року у Яворові була створена «забавкарська школа». Ще до початку другої світової війни — Державна школа деревного промислу, що мала три відділення — столярне, токарне та різьбярське. Нова сторінка історії навчального закладу розпочалася 1946 року, коли відновилась її діяльність, але вже у статусі Яворівської професійно-технічної школи з підготовки майстрів художньої різьби по дереву. З часом відбулося декілька змін назви навчального закладу. Так, від 1954 року — Яворівська школа художніх ремесел. 1963 року школа переїхала до Івано-Франкового, а від 1972 року — Середнє училище з підготовки кваліфікованих робітників із середньою освітою. Статус «художнього» училищу присвоєно у 1991 році.
7 травня 2014 року наказом Міністерства та освіти України № 561 ім’я Йосипа Петровича Станька було присвоєно художньому професійно — технічному училищу № 14.

## Спеціальності
- «Різьбяр по дереву». Термін навчання — 1 рік 6 місяців.
- «Живописець, художник розмальовування по дереву». Термін навчання — 1 рік 6 місяців.
- «Столяр, верстатник деревообробних верстатів». Термін навчання — 1 рік 6 місяців.
- «Коваль ручного кування, виробник художніх виробів з металу». Термін навчання — 1 рік 6 місяців.

## Відомі викладачі
- Іван Лісовський — майстер народної скульптурної різьби.
- Григорій Маковей — майстер народної скульптурної різьби.
- Іван Севера — український скульптор, педагог.
- Йосип Станько — майстер-різьбяр, автор технології яворівського жолобчасто-вибірного різьблення.

## Відомі випускники
- Василь Гукало (1994—2023) — солдат Збройних сил України, учасник російсько-української війни, Герой України (2024, посмертно).
- Ігор Косик (1944—2018) — український різьбяр.
- Борис Федоренко (1946—2012) — український художник, живописець.
- Юрій Скорупський (нар. 1965) — українсько-американський художник, монументаліст.
- Микола Щерба (1941—2019) — український художник, педагог.